# Sparna migsominea
Sparna migsominea är en skalbaggsart som beskrevs av Gilmour 1950. Sparna migsominea ingår i släktet Sparna och familjen långhorningar. Inga underarter finns listade i Catalogue of Life.